# Кровавый салют
«Кровавый салют» — название, данное белорусскими СМИ произошедшей во время салюта в честь празднования Дня Независимости Белоруссии 3 июля 2019 года в Минске.

## Ход событий
В 22:00 3 июля 2019 года с нескольких мест на окраине Минска прозвучали праздничные артиллерийские салюты. В социальных сетях стали появляться сообщения очевидцев о том, что взрывы происходили слишком низко. Такие проблемы возникли в микрорайоне Уручье, где стреляли из Великого Леса (ранее здесь был военный городок), в Чижовке, где огонь велся с территории возле Чижовского кладбища, и возле парка Победы. В последнем случае несколько снарядов разорвались в районе улицы Червякова, где взрывами были выбиты окна в нескольких домах, и в районе улицы Даумана, где осколками были ранены 11 человек. В ночь на 4 июля официально была подтверждена смерть одной из пострадавших женщин.

## Последствия

### Суд
Следственный комитет Республики Беларусь возбудил уголовное дело по ч. 2 ст. 463 УК РБ и установил, что причиной трагедии стало низкое качество зарядов российского производства. 4 июля 2019 года поставщики зарядов были арестованы, но свою вину не признали.
2 апреля 2020 года в суде Московского района Минска начался судебный процесс над обвиняемыми. При этом командир патрульной роты Минской военной комендатуры Алексей Круглик стал единственным из обвиняемых, кого не взяли под стражу.
17 июля 2020 года суд заслушал показания бывшего начальника Минской военной комендатуры Николая Кураша. По итогам предписания Следственного комитета министром обороны ему был вынесен строгий выговор.

### Реакция СМИ, общества и государства
Первыми на событие отреагировали белорусские блогеры и негосударственные СМИ. Официальные СМИ лишь чуть позже подтвердили факт трагедии.
6 июля 2019 года состоялись похороны погибшей в трагедии Натальи Максимчук, на котором присутствовали представители администрации города и военные. Мингорисполком пообещал выплатить компенсации семьям пострадавших.